# Team Sonic Racing
Team Sonic Racing es un videojuego de carreras desarrollado por Sumo Digital y distribuido por Sega, para las plataformas PlayStation 4, Xbox One, Nintendo Switch y Microsoft Windows. Está integrado por personajes y escenarios pertenecientes a la franquicia Sonic the Hedgehog. Fue lanzado el 21 de mayo de 2019.
El videojuego cuenta con 15 personajes del universo Sonic, divididos en tres tipos: velocidad, técnica y potencia. El juego permite la modificación de la apariencia y el rendimiento de los vehículos. Existen una variedad de objetos de ataque y defensa que el jugador podrá utilizar durante las carreras.

## Modos de juego
Team Sonic Racing tendrá varios modos de juego, entre los que se incluyen un "Modo aventura", con una historia única donde los jugadores podrán aprender las mecánicas de juego y las características de los distintos personajes, "Carreras en equipo", donde el jugador deberá cooperar con los miembros de su equipo para ganar y vencer al equipo rival. El modo historia estará dividido en siete zonas diferentes y tendrá un total de 21 circuitos basados en escenarios de los juegos de Sonic. También habrán modos multijugador en línea y local. En el modo en línea podrán jugar hasta 12 jugadores, mientras que 4 usuarios podrán hacerlo de manera local en pantalla dividida. Estos modos incluirán varias modalidades, tales como Gran Premio, Exhibición, Contrarreloj y Aventuras en equipo.

## Personajes
El juego tiene un total de 15 personajes disponibles para seleccionar.
| - Amy Rose - Big the Cat - Blaze the Cat - Chao (con Omochao) - Knuckles - Omega - Dr. Eggman - Rouge the Bat | - Shadow - Silver - Sonic - Tails - Vector the Crocodile - Metal Sonic - Zavok |

## Doblaje
| Personaje            | Actor de voz      | Actor de voz          |
| Personaje            | Japonés           | Español               |
| Sonic the Hedgehog   | Jun'ichi Kanemaru | Ángel de Gracia       |
| Miles "Tails" Prower | Ryō Hirohashi     | Graciela Molina       |
| Knuckles the Echidna | Nobutoshi Canna   | Sergio Mesa           |
| Amy Rose             | Taeko Kawata      | Meritxell Ribera      |
| Omochao              | Etsuko Kozakura   | Sofía García          |
| Big the Cat          | Takashi Nagasako  | Santi Lorenz          |
| Blaze the Cat        | Nao Takamori      | Carmen Ambrós         |
| Silver the Hedgehog  | Daisuke Ono       | Masumi Mutsuda        |
| Vector the Crocodile | Kenta Miyake      | Alfonso Vallés        |
| Shadow the Hedgehog  | Kōji Yusa         | Manuel Gimeno         |
| Rouge the Bat        | Rumi Ochiai       | Ana Vidal             |
| E-123 Omega          | Taiten Kusunoki   | Albert Vilcan         |
| Doctor Eggman        | Kotaro Nakamura   | Francesc Belda        |
| Zavok                | Jōji Nakata       | Miguel Ángel Jenner   |
| Orbot                | Mitsuo Iwata      | Albert Vilcan         |
| Cubot                | Wataru Takagi     | Xadi Mouslemeni Mateu |
| Dodon Pa             | Katsuhisa Hōki    | Rafael Turia          |
| Comentarista         | Fumihiko Tachiki  | Juan Carlos Gustems   |

## Recepción
Team Sonic Racing recibió críticas mayormente positivas por parte del periodismo de videojuegos, consiguiendo calificaciones superiores al 70% en PlayStation 4, Xbox One y Nintendo Switch.

## Cómic
Se lanzará un cómic inspirado en el videojuego Team Sonic Racing, cuyo guion será escrito por Caleb Goellner, mientras que Adam Bryce Thomas estará a cargo de los dibujos. La editorial IDW Publishing será la encargada de publicarlo y saldrá a la venta en octubre de 2018. La historia del mismo tratará sobre Sonic y sus amigos enfrentando a un viejo enemigo, mientras compiten en una carrera en un planeta alienígena.